# Zenas, o Doutor da Lei
Zenas, dito o Doutor da Lei, é um dos Setenta Discípulos e era um dos seguidores do apóstolo Paulo. O termo nomikos ("advogado", "doutor da Lei"), aplicado a Zenas, aparece nos Evangelhos de formas variadas. Como nomodiakalos, "um professor da Lei", e como grammateus, "um escriba", todos eles representando o mesmo tipo de profissão. Antes de sua conversão, Zenas era um dos defensores da Lei Mosaica. Ele é citado no Novo Testamento em «Ajuda a Zenas, doutor da lei, e a Apolo na sua viagem, para que nada lhes falte.» (Tito 3:13).
Segundo a tradição cristã, ele teria se tornado bispo de Dióspolis.

## Fonte
Assim como diversos outros santos, Zenas teve sua vida contada no livro Prólogo de Ohrid, de São Nikolai Velimirovic.